# Велика хартія університетів

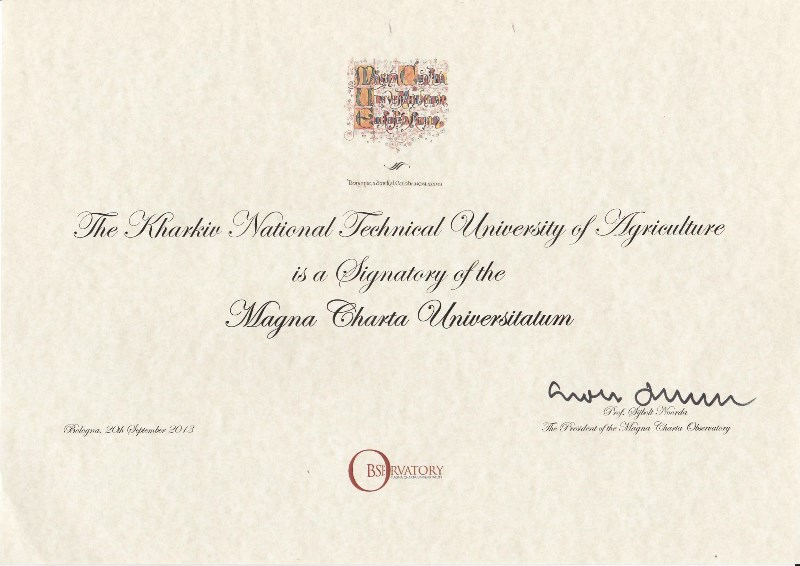
Magna Charta Universitetum

Велика хартія університетів (лат. Magna Charta Universitatum) — документ, покликаний відзначати університетські традиції і налагоджувати зв'язки між європейськими університетами, а також бути натхненням для відкриття університетів по всьому світу.

Є результатом пропозиції, з якою у 1986 р. Болонський університет звернувся до провідних університетів Європи. Ідею складання та підписання такого документа підтримала наукова, освітянська та політична еліта Європи. На зустрічі в Болоньї (червень 1987 р.) делегати з 80 європейських університетів обрали раду з восьми членів — керівників провідних європейських університетів та представників Ради Європи — для розробки проекту хартії, який було складено в Барселоні у січні 1988 р.
Вже 18 вересня 1988 р. під час урочистостей, присвячених 900-річчю Болонського університету — альма-матер європейської вищої освіти, ректори 430 університетів в урочистій обстановці у присутності багатьох представників громадськості, урядовців та духовенства підписали Велику хартію. Цей документ визначає фундаментальні принципи, якими мають керуватись університети, щоб забезпечити розвиток освіти та інноваційний рух у світі, який швидко змінюється. Метою хартії стало відзначення найважливіших цінностей університетських традицій і сприяння тісним зв'язкам між університетами Європи.
Хартія закріплює основні цінності, права та обов'язки університету як ключового інституту суспільства, діяльність якого присвячена визначенню й поширенню найважливіших принципів і знань, наданню суспільству інтелектуальних орієнтирів.

## Історія
Для розвитку національних систем освіти в кожній країні мають діяти потужні методологічні центри, роль яких мають узяти на себе провідні університети цих країн. Ця ідея лягла в основу створення співдружності провідних університетів Європи, які мають виступити в ролі новаторів, піонерів тих перетворень, за якими має йти вся Європа. Тому Велика хартія університетів (Magna Charta Universitatum) — це результат пропозиції, з якою в 1986 році Болонський університет звернувся до провідних університетів Європи. Ідею складання та підписання такого документа з ентузіазмом підтримала наукова, освітянська та політична еліта Європи.
На зустрічі в Болоньї (червень 1987 року) делегати з 80 європейських університетів обрали раду з восьми членів — керівників провідних європейських університетів та представників Ради Європи — для розробки проекту Хартії, який було складено в Барселоні у січні 1988 року. У вересні 2001 року було створено Наглядову раду (Observatory) Великої хартії університетів.
18 вересня 1988 року під час урочистостей, присвячених 900-річчю Болонського університету — альма-матер європейської вищої освіти, ректори 430 університетів в урочистій обстановці у присутності багатьох представників громадськості, урядовців та духовенства підписали Велику хартію. Цей документ окреслює фундаментальні принципи, якими мають керуватись університети, щоб забезпечити розвиток освіти та інноваційний рух у світі, який швидко змінюється. Метою документа стало відзначення найважливіших цінностей університетських традицій і сприяння тісним зв'язкам між університетами Європи. Однак, оскільки цей документ має універсальну спрямованість, його можуть підписувати також університети з інших регіонів світу.

## Magna Charta Universitatum

### Повний текст Великої хартії університетів.

#### Преамбула
Ректори європейських університетів, що підписалися нижче, ті, що зібралися в Болоньї з нагоди дев'ятисотліття найстарішого в Європі університету за чотири роки до остаточного скасування кордонів між країнами ЄС, висловлюючи надію на перспективу розширення співробітництва між усіма європейськими націями, переконані в тому, що народи і держави мають, як ніколи раніше, усвідомити роль, яку університети відіграватимуть у суспільстві, що змінюється і стає дедалі інтернаціональнішим, вважають, що:
1) на завершальному етапі цього тисячоліття майбутнє людства значною мірою залежить від культурного, наукового і технічного розвитку, зосередженого в центрах культури, знань та досліджень, якими є справжні університети;
2) завдання університетів щодо поширення знань серед нових поколінь передбачає, що в сучасному світі вони також мають служити суспільству в цілому і що культурне, соціальне й економічне майбутнє суспільства вимагає, зокрема, значного внеску в подальшу освіту;
3) університети повинні давати майбутнім поколінням освіту і виховання, що навчать їх, а через них — інших, поважати гармонію навколишнього середовища та самого життя.
Ректори європейських університетів, що підписалися нижче, проголошують перед усіма державами та перед совістю всіх націй основні принципи, що мають відтепер і на завжди бути основоположними для університетів.

#### Основні принципи
1. Університет — самостійна установа в суспільствах із різною організацією, що є наслідком розходжень у географічній та історичній спадщині. Він створює, вивчає, оцінює та передає культуру за допомогою досліджень і навчання.
Для задоволення потреб навколишнього світу його дослідницька та викладацька діяльність має бути морально й інтелектуально незалежною від будь-якої політичної й економічної влади.
2. Викладання та дослідницька робота в університетах мають бути неподільні для того, щоб навчання в них відповідало постійно змінюваним потребам і запитам суспільства, науковим досягненням.
3. Свобода в дослідницькій і викладацькій діяльності є основним принципом університетського життя. Керівні органи й університети, кожний у межах своєї компетенції, повинні гарантувати дотримання цієї фундаментальної вимоги.
Відкидаючи нетерпимість і будучи завжди відкритим для діалогу, університет є ідеальним місцем зустрічі викладачів, які здатні передавати свої знання і володіють необхідними засобами для їхнього удосконалення за допомогою досліджень та інновацій, та студентів, які мають право, здатність і бажання збагатити свій розум цими знаннями.
4. Університет є хранителем традицій європейського гуманізму. Тому він постійно прагне до досягнення універсального знання, перетинає географічні та політичні кордони, затверджує нагальну потребу взаємного пізнання і взаємодії різних культур.

#### Способи
Для досягнення цих цілей у світлі вищевикладених принципів потрібні ефективні способи, що відповідають сучасним умовам.
1. Для забезпечення свободи в дослідженнях і викладанні всім членам університетської спільноти слід надати необхідні засоби.
2. Потрібно брати на роботу викладачів і визначати їх статус відповідно до принципу неподільності дослідницької та викладацької діяльності.
3. Кожен університет, з урахуванням конкретних обставин, має гарантувати своїм студентам дотримання свобод і умов, за яких вони могли б досягти своїх цілей у культурі й освіті.
4. Університети, особливо європейські, розглядають взаємний обмін інформацією та документацією, а також збільшення кількості спільних проектів для розвитку освіти як основний елемент постійного прогресу знань.
Тому, як і на початку своєї історії, вони стимулюють мобільність викладачів і студентів, а також розглядають загальну політику в питанні рівного статусу, звань, іспитів (без упередженого ставлення до національних дипломів) і присудження стипендій як необхідний інструмент для здійснення своєї місії в актуальних на сьогодні умовах.
Ректори, що підписалися нижче, від імені своїх університетів беруть на себе зобов'язання зробити все від них залежне для того, щоб кожна держава, а також зацікавлені наднаціональні організації формували свою політику, спираючись на положення цієї Великої хартії, що виражає одностайне бажання університетів, вільно визначене та проголошене.

## Українські ЗВО, які підписали хартію
- Київський університет імені Бориса Грінченка
- Буковинський державний медичний університет
- Чернігівський державний технологічний університет
- Християнський відкритий університет економіки та гуманітарних наук
- Класичний приватний університет
- Дніпровська державна фінансова академія
- Донецький національний університет
- Донецький національний університет економіки і торгівлі ім. Михайла Туган-Барановського
- Дніпровський національний університет
- Університет імені Альфреда Нобеля (м. Дніпро, Україна)
- Східноукраїнський національний університет
- Перший Український морський інститут
- Національний університет садівництва
- Міжнародний гуманітарний університет
- Львівський національний університет імені Івана Франка
- Львівський державний університет безпеки життєдіяльності
- Луганський національний педагогічний університет імені Тараса Шевченка
- Луцький національний технічний університет
- Львівський національний аграрний університет
- Національний технічний університет сільського господарства ім. Петра Василенка
- Харківська державна академія культури
- Харківський державний економічний університет
- Харківський державний університет харчових технологій та торгівлі
- Харківський гуманітарний університет «Народна українська академія»
- Київський національний торговельно-економічний університет
- Кременчуцький національний університет імені Михайла Остроградського
- Національний університет Львівська Політехніка
- Львівський державний університет безпеки життєдіяльності
- Донецький національний медичний університет імені М. Горького
- Маріупольський гуманітарний університет
- Миколаївський державний аграрний університет
- Національний аерокосмічний університет «Харківський авіаційний інститут»
- Національний авіаційний університет
- Національна металургійна академія України
- Національний гірничий університет
- Національний медичний університет ім. О.О. Богомольця
- Національний технічний університет «Харківський політехнічний інститут»
- Національний технічний університет України «Київський політехнічний інститут імені Ігоря Сікорського»
- Національний транспортний університет
- Національний університет біоресурсів і природокористування України[2]
- Національний університет харчових технологій
- Національний університет «Києво-Могилянська академія»
- Національний фармацевтичний університет
- Національний університет державної податкової служби України
- Національний університет водного господарства та природокористування
- Національна юридична академія України «Ярослав Мудрий», м. Харків
- Одеський національний університет імені І. І. Мечникова
- Національний університет «Одеська юридична академія»
- Одеська національна академія телекомунікацій ім. О. С. Попова
- Одеський національний політехнічний університет
- Одеська національна академія харчових технологій
- Одеська національна морська академія
- Одеський національний медичний університет
- Одеська державна академія будівництва та архітектури
- Одеський державний економічний університет
- Одеський державний морський університет
- Миколаївський державний університет ім. Петра Могили
- Полтавський національний технічний університет ім. Юрія Кондратюка
- Полтавський університет економіки і торгівлі, в Україні
- Придніпровська державна академія будівництва та архітектури
- Національна медична академія післядипломної освіти ім. Шупика
- Південноукраїнський державний педагогічний університет імені К. Д. Ушинського, м. Одеса
- Сумський державний університет
- Київський національний університет імені Тараса Шевченка
- Тернопільський національний економічний університет
- Тернопільський національний технічний університет імені Івана Пулюя
- Тернопільський національний педагогічний університет імені Володимира Гнатюка
- Миколаївський державний університет ім. В. О. Сухомлинського
- Університет банківської справи Національного банку України
- Українська інженерно-педагогічна академія
- Київський національний економічний університет імені Вадима Гетьмана
- Харківський національний університет ім. В. Каразіна
- Чернівецький національний університет імені Юрія Федьковича
- Київський національний університет технологій та дизайну

Університети Європи, які підписали Велику хартію університетів, мають зосереджувати свої зусилля відповідно до цих орієнтирів у таких напрямах своєї діяльності:
- одержувати і поширювати інформацію про автономію університетів у країнах Європи та за її межами, про готовність проводити реформи, що впливають на суспільні перетворення в окремих країнах і в Європі в цілому;
- оцінювати ситуації, коли університети вважають, що їх можливості діяти, розвивати й поширювати нові ідеї стримуються політичною та економічною владою;
- пропонувати теми для дискусій щодо прав та обов'язків університетів у соціальному, культурному й економічному розвитку, виконувати громадські обов'язки університетів.

З метою організації контролю над виконанням принципів хартії у вересні 2001 р. була створена Наглядова рада (Observatory Board) Великої хартії університетів. Члени Наглядової ради аналізують документи, які надходять від університетів, що бажають приєднатися до Великої хартії університетів, та формують рішення щодо прийому нових членів.
Серед перших 430 засновників співдружності були Харківський державний університет ім. В. Каразіна та Дніпропетровський державний університет. У вересні 2007 р. Велику хартію університетів підписали Одеський національний університет ім. І. Мечникова та Національний технічний університет України «Київський політехнічний інститут».
Згідно з останніми даними сайту Наглядової ради, сьогодні членство у Великій хартії університетів мають 30 українських ВНЗ, це найбільше представництво порівняно з іншими країнами СНД: Казахстан — 18 університетів, Росія — 12 університетів, Грузія — 4, Вірменія, Азербайджан, Молдова, Туркменістан — по 1 університету. Серед українських вищих навчальних закладів більшістю представлені ВНЗ Одеси (9) та Харкова (5).

## Перелік ВНЗ України, які приєдналися до Великої хартії університетів
1. Донецький національний університет.
2. Дніпровський національний університет.
3. Університет імені Альфреда Нобеля (м. Дніпро, Україна).
4. Східноукраїнський національний університет ім. В. І. Даля, Луганськ.
5. Луганський національний педагогічний університет ім. Т. Шевченка.
6. Львівський державний аграрний університет.
7. Харківська державна академія культури.
8. Харківський національний економічний університет.
9. Київський національний торговельно-економічний університет.
10. Кременчуцький державний політехнічний університет ім. М. Остроградського.
11. Маріупольський державний гуманітарний університет.
12. Національний гірничий університет, м. Дніпро.
13. Національний технічний університет «Харківський політехнічний інститут».
14. Національний технічний університет України «Київський політехнічний університет», Київ.
15. Національний університет «Києво-Могилянська академія».
16. Національна юридична академія України ім.. Ярослава Мудрого, Харків.
17. Одеський національний університет ім. І. І. Мечникова.
18. Одеська національна юридична академія.
19. Одеська національна академія зв'язку ім. О. С. Попова.
20. Одеський національний політехнічний університет.
21. Одеська національна академія харчових технологій.
22. Одеська державна академія будівництва та архітектури.
23. Одеський національний морський університет.
24. Одеський державний медичний університет.
25. Миколаївський державний гуманітарний університет ім. Петра Могили.
26. Південноукраїнський державний педагогічний університет ім. К. Д. Ушинського, Одеса.
27. Тернопільський національний економічний університет.
28. Тернопільський державний технічний університет.
29. Миколаївський державний університет ім. В. Сухомлинського.
30. Харківський національний університет ім. В. Каразіна.
31. Прикарпатський національний університет ім. В. Стефаника.
32. Криворізький державний педагогічний університет.

Серед університетів Європи та світу найбільше представництво у Великій хартії університетів має Італія — 50 університетів, Іспанія — 39, Велика Британія — 32, Німеччина — 30, Україна — 30, Польща — 23, США — 21, Туреччина — 20.
Активне приєднання університетів України до Великої хартії університетів свідчить про прагнення до творчої колективної діяльності у світовому університетському співтоваристві. Визначивши для себе пріоритети, українські університети готові взяти на себе зобов'язання здійснювати послідовні кроки, спрямовані на суспільний прогрес як нашої країни, так і Європи та світу в цілому.